# Гравитационное замедление времени
Гравитационное замедление времени — форма замедления времени, фактическая разница прошедшего времени между двумя событиями, измеренная наблюдателями, находящимися на разных расстояниях от гравитирующей массы. Чем ниже гравитационный потенциал (чем ближе часы к источнику гравитации), тем медленнее течёт время, ускоряющееся с увеличением гравитационного потенциала (часы удаляются от источника гравитации). Альберт Эйнштейн первоначально предсказал этот эффект в своей теории относительности, и с тех пор он был подтвержден тестами общей теории относительности.
Было продемонстрировано, что атомные часы на разных высотах (и, следовательно, в точках с различным гравитационным потенциалом) будут показывать разные времена. Эффекты, обнаруженные в таких наземных экспериментах, чрезвычайно малы, а различия измеряются в наносекундах. Относительно возраста Земли в 4,54 миллиарда лет ядро Земли фактически на 2,5 года моложе (поскольку в центре земли гравитационный потенциал больше, чем на её поверхности). Демонстрация бо́льших эффектов потребует бо́льших расстояний от Земли или большего гравитационного источника.
Гравитационное замедление времени впервые было описано Альбертом Эйнштейном в 1907 году как следствие специальной теории относительности в ускоренных системах отсчёта. В общей теории относительности считается разницей в прохождении собственного времени в разных положениях, описываемых метрическим тензором пространства-времени. Существование гравитационного замедления времени было впервые подтверждено непосредственно экспериментом Паунда и Ребки в 1959 году.
При использовании формул общей теории относительности для расчёта изменения энергии и частоты сигнала (при условии, что мы пренебрегаем эффектами зависимости от траектории, вызванными, например, увлечением пространства вокруг вращающейся чёрной дыры) гравитационное красное смещение в точности обратно величине фиолетового смещения. Таким образом, наблюдаемое изменение частоты соответствует относительной разности скорости хода часов в точках приёма и передачи.
В то время как гравитационное красное смещение измеряет наблюдаемый эффект, гравитационное замедление времени говорит, что можно заключить на основании результатов наблюдения. То есть, говоря иными словами: измеряя единое красное/фиолетовое смещение для любого способа посылки сигналов «оттуда» — «сюда», мы приходим к выводу, что одинаковые с нашими часы там идут «как-то не так», быстрее или медленнее.
Для статического гравитационного поля, гравитационное красное смещение можно полностью объяснить разностью темпа хода времени в точках с различным гравитационным потенциалом. Процитируем Вольфганга Паули: «В случае статического гравитационного поля всегда можно так выбрать временную координату, чтобы величины gik от неё не зависели. Тогда число волн светового луча между двумя точками P1 и P2 также будет независимым от времени и, следовательно, частота света в луче, измеренная в заданной шкале времени, будет одинаковой в P1 и P2 и, таким образом, независимой от места наблюдения.»
Однако согласно современной метрологии время определяют локально для произвольной мировой линии наблюдателя (в частном случае — для одной и той же точки пространства с течением времени) через тождественные атомные часы (см. определение секунды). При таком определении времени темп хода часов строго задан и будет различаться от линии к линии (от точки к точке), в результате чего имеющаяся разность частот, например, в опыте Паунда — Ребки, или красное смещение спектральных линий, излучённых с поверхности Солнца или нейтронных звёзд, находит своё объяснение в разности темпа хода физического времени (измеряемого стандартными атомными часами) между точками излучения и приёма. В самом деле, так как скорость света считается постоянной величиной, то длина волны жёстко связана с частотой {\displaystyle \lambda =cT=c/\nu }, поэтому изменение длины волны равносильно изменению частоты и обратно.
Если в некоторой точке излучаются, например, сферические вспышки света, то в любом месте в области с гравитационным полем координатные «временные» интервалы между вспышками можно сделать одинаковыми — путём соответствующего выбора временной координаты. Реальное же изменение измеряемого временного интервала определяется разностью темпа хода стандартных тождественных часов между мировыми линиями излучения и приёма. При этом в статическом случае абсолютно неважно, чем конкретно ведётся передача сигналов: световыми вспышками, горбами электромагнитных волн, акустическими сигналами, пулями или бандеролями по почте — все способы передачи будут испытывать абсолютно одинаковое «красное/фиолетовое смещение».
В нестационарном же случае вообще точным и инвариантным образом отделить «гравитационное» смещение от «доплеровского» невозможно, как например, в случае расширения Вселенной. Эти эффекты — одной природы, и описываются общей теорией относительности единым образом. Некоторое усложнение явления красного смещения для электромагнитного излучения возникает при учёте нетривиального распространения излучения в гравитационном поле (эффекты динамического изменения геометрии, отклонений от геометрической оптики, существования гравитационного линзирования, гравимагнетизма, увлечения пространства и так далее, которые делают величину смещения зависящей от траектории распространения света), но эти тонкости не должны затенять исходной простой идеи: скорость хода часов зависит от их положения в пространстве и времени.
В ньютоновской механике объяснение гравитационного красного смещения принципиально возможно — опять-таки через введение влияния гравитационного потенциала на ход часов, но это очень сложно и непрозрачно с концептуальной точки зрения. Распространённый способ выведения красного смещения как перехода кинетической энергии света {\displaystyle E=\hbar \omega } в потенциальную в самой основе апеллирует к теории относительности и не может рассматриваться как правильный. В эйнштейновской теории гравитации красное смещение объясняется самим гравитационным потенциалом: это не что иное, как проявление геометрии пространства-времени, связанной с относительностью темпа хода физического времени.

## Измерения
Гравитационное красное смещение пытались замерить[когда?] с помощью пары точных часов, расположенных на расстоянии от 30 см друг от друга, но сложности с синхронизацией и отсутствие уверенной точности не позволяли подтвердить теорию с высокой степенью доверия к результату.
В 2022 г. учёные JILA (Объединённый институт лабораторной астрофизики, США) разделили сотни тысяч атомов стронция на «блинообразные» капли из 30 атомов. С помощью особого оптического метода из таких «блинов» была собрана вертикальная стопка высотой 1 мм. Полученный стек был облучён лазером и рассеянный свет измерен высокоскоростной камерой. Поскольку атомы были расположены вертикально, гравитация Земли вызывала сдвиг частоты колебаний в каждой группе на разную величину  и была обнаружена разница между временем верхней части «стопки» и нижней. Выяснилось, что в верхней части время отставало от самой нижней на 10−19  долей секунды.